# 長崎会所
長崎会所（ながさきかいしょ）は、江戸時代に天領であった長崎に設けられた貿易機関。現在の長崎税関の前身にあたる。

## 概要
江戸時代、江戸・大坂・堺・京都・長崎の5ヶ所の商人間で糸割符制度が行われ「糸割符仲間」が組織され、生糸の買い付け、配分を行った。その後、鎖国実施などによる貿易制度の変化により、糸割賦会所、市法会所、割符会所と改称を経て1698年、長崎会所となった。
清（中国）、オランダとの貿易における利益を独占し、利益の一部は江戸幕府へ運上金として納められたり、町民へ地下配分銀（箇所銀・竃銀）として配分された。
会所は長崎奉行の監督下に置かれ、長崎会所調役、目付、吟味役、請払役、目利などの職員を置き、主要な仕事は町役人が兼務し、長崎の町政にも関与した。深堀事件はこのために起きたといわれる（事件の発端は会所役人の使用人が佐賀藩深堀鍋島家の家臣をぞんざいに扱ったことだった。詳細は「深堀事件」を参照）。
鎖国時には大いに利益を上げ、権勢をふるったが、1853年の黒船来航により開国したことで、長崎の外国貿易における地位が下がり、それとともに会所の地位も下がった。そして1870年に長崎税関へ移管されることで役目を終えた。
会所があった場所は長崎奉行所立山役所（現長崎歴史文化博物館）の隣接地で、現在は「長崎会所跡」の石碑が建立されている。

## 長崎運上
江戸幕府が長崎会所に課した運上。1714年（正徳4年）ごろに年5万両の定額となる。1733年（享保18年）1万5千両に減額され、1844年（延享元年）に免除となった。1846年には復活し、会所廃止まで継続された。